# آبشار اونچالی
آبشار اونچالی (به انگلیسی: Unchalli Falls) آبشاری است که در کارناتاکا، هند واقع شده و ارتفاع کلی ریزشگاه آن ۱۱۶ متر (۳۸۱ فوت) است.